# アンバッタ経
『アンバッタ経』（巴: Ambaṭṭha-sutta, アンバッタ・スッタ）とは、パーリ仏典経蔵長部の第3経。漢訳で『阿摩昼経（阿摩晝経）』（あまちゅうきょう）とも表現する。
類似の伝統漢訳経典として、『長阿含経』（大正蔵1）の第20経「阿摩昼経」、及び『仏開解梵志阿颰経』（大正蔵阿含部20）がある。
経名は、経中に登場する若いバラモンであるアンバッタに因む。

## 構成

### 登場人物
- 釈迦
- ポッカラサーティ --- 有名なバラモン
- アンバッタ --- ポッカラサーティの弟子

### 場面設定
ある時、釈迦が500人の比丘と共に、イッチャーナンガラ村に滞在していた。
そこに住んでいた有名なバラモンであるポッカラサーティは、弟子のアンバッタに、釈迦を調べてくるよう命令する。
アンバッタは釈迦の元へ向かい、横柄な態度で振る舞い、誹謗を行った。釈迦は「血」よりも「智」の重要性を説きつつ、話を続ける。
まず、それぞれ10箇ある小・中・大の3種の戒（それぞれ十善戒・十戒・十重禁戒に相当）が述べられ、続いて四禅および六神通が述べられる。

## 日本語訳
- 『南伝大蔵経・経蔵・長部経典1』（第6巻） 大蔵出版
- 『パーリ仏典 長部（ディーガニカーヤ）戒蘊篇I』 片山一良訳 大蔵出版
- 『原始仏典 長部経典1』 中村元監修 春秋社